# Phoenicophorium borsigianum
Genre
Espèce
Statut de conservation UICN

 LC  : Préoccupation mineure
Phoenicophorium borsigianum est une espèce de palmiers originaire des Seychelles. C'est l'unique représentant du genre Phoenicophorium (genre monotypique).

## Classification
- Sous-famille des Arecoideae
  - Tribu des Areceae
    - Sous-tribu des Verschaffeltiinae[2]

### Étymologie
Phoenicophorium : nom générique qui vient de phoenix = nom commun pour "palmier", et de phorios = "volé", faisant référence au fait que la plante originale des jardins botaniques royaux de Kew qui aurait dû être présentée à Wendland pour pouvoir fournir sa description , a été volée par un autre jardinier allemand .
borsigianum : cet épithète spécifique honore August Borsig (1804-1854) , un industriel berlinois possesseur d'une importante collection de plantes exotiques.

## Synonymes
- Areca sechellarum (H.Wendl.) Baill.
- Astrocaryum borsigianum K.Koch
- Astrocaryum sechellarum (H.Wendl.) Baill.
- Phoenicophorium sechellarum H.Wendl.
- Stevensonia borsigiana (K.Koch) L.H.Bailey

## Liste d'espèces
Selon Catalogue of Life (18 août 2014), GRIN (18 août 2014), World Checklist of Selected Plant Families (WCSP) (18 août 2014), NCBI (18 août 2014) et The Plant List (18 août 2014) :
- Phoenicophorium borsigianum (K.Koch) Stuntz (1914)

Selon Tropicos (18 août 2014) (Attention liste brute contenant possiblement des synonymes) :
- Phoenicophorium borsigianum (K. Koch) Stuntz
- Phoenicophorium sechellarum H. Wendl. (Synonymes de P. borsigianum )
- Phoenicophorium viridifolium H. Wendl. (Synonymes de Roscheria melanochaetes )